# Le Parcq
Le Parcq | é uma comuna francesa na região administrativa de Altos da França, no departamento de Pas-de-Calais. Estende-se por uma área de 9,27 km². Em 2010 a comuna tinha 775 habitantes (densidade: 83,6 hab./km²).